# Carter Harrison, Jr.
Pour les articles homonymes, voir Carter Harrison et Harrison.
Carter Harrison, Jr. (né le 23 avril 1860 à Chicago et mort le 25 décembre 1953 dans cette même ville) est un éditeur de journal américain et homme politique, membre du Parti démocrate. Il effectue un total de cinq mandats en tant que maire de Chicago (1897-1905 et 1911-1915) mais échoue dans sa tentative de devenir le candidat présidentiel de son parti en 1904. Carter Harrison, Jr. est diplômé de l'université Yale.
Issu de familles aristocratiques de l'État de Virginie, il est le fils de Carter Harrison, Sr., qui est également maire de Chicago pour cinq mandats (de 1879 à 1887 consécutivement) et (réélu en 1893 jusqu'à son assassinat). Son père exerce ses mandats au moment du massacre de Haymarket Square et de l'Exposition universelle de 1893 (World's Columbian Exposition),, deux événements marquants dans l'histoire de Chicago.

## Biographie
Harrison, Jr. est né le 23 avril 1860 à Chicago. Il grandit au sein d'une famille de confession catholique. La famille de Harrison a une longue lignée du Sud des États-Unis, remontant au début de la Virginie coloniale.
Il est membre de nombreuses organisations, dont la franc-maçonnerie, la société des Templiers, la société des Cincinnati, les fils de la Liberté, les fils de la Révolution américaine, la société des guerres coloniales, les vétérans des guerres étrangères, la légion américaine et l'ordre militaire du monde[réf. nécessaire].
Comme son père, Carter Harrison, Sr., Harrison, Jr. est élu pour cinq mandats en tant que maire de Chicago. Formé à Saxe-Altenbourg, en Allemagne, Harrison retourne à Chicago pour aider son frère à diriger le Chicago Herald, que leur père achète en 1891. Il est avocat en exercice avant de rejoindre sa famille pour diriger le Chicago Times en 1891. Sous les Harrison, le journal devient un partisan résolu du Parti démocrate et est le seul journal local à soutenir les grévistes des usines Pullman au milieu des années 1890. Harrison est rédacteur en chef de plusieurs journaux. Il cesse de travailler au journal en 1895.

## Carrière politique

### Maire de Chicago

#### Premier mandat (1897-1905)
Harrison est élu pour la première fois à la tête de l'hôtel de ville de Chicago lors de l'élection à ce poste en 1897. Il remporte l'élection pour trois mandats supplémentaires consécutifs de deux ans en 1899, 1901 et 1903. Harrison prête serment en tant que maire le 15 avril 1897.
Comme son père, Harrison ne croit pas aux tentatives de légiférer sur la moralité. En tant que maire de Chicago, Harrison pense que les deux principaux désirs des habitants de Chicago sont de gagner de l'argent et de le dépenser.
Cependant, Harrison est considéré comme plus réformateur que son père, ce qui l'aide à recueillir les votes de la classe moyenne qui manquaient à son père. L'un des plus grands ennemis de Harrison est Charles Yerkes, un entrepreneur de Chicago dont les projets de monopoliser les lignes de tramway de Chicago (Chicago Surface Lines) sont vigoureusement attaqués par le maire. C'est le début de ce qui est appelé la « guerre des transports de Chicago », qui devient l'objectif majeur de son administration.

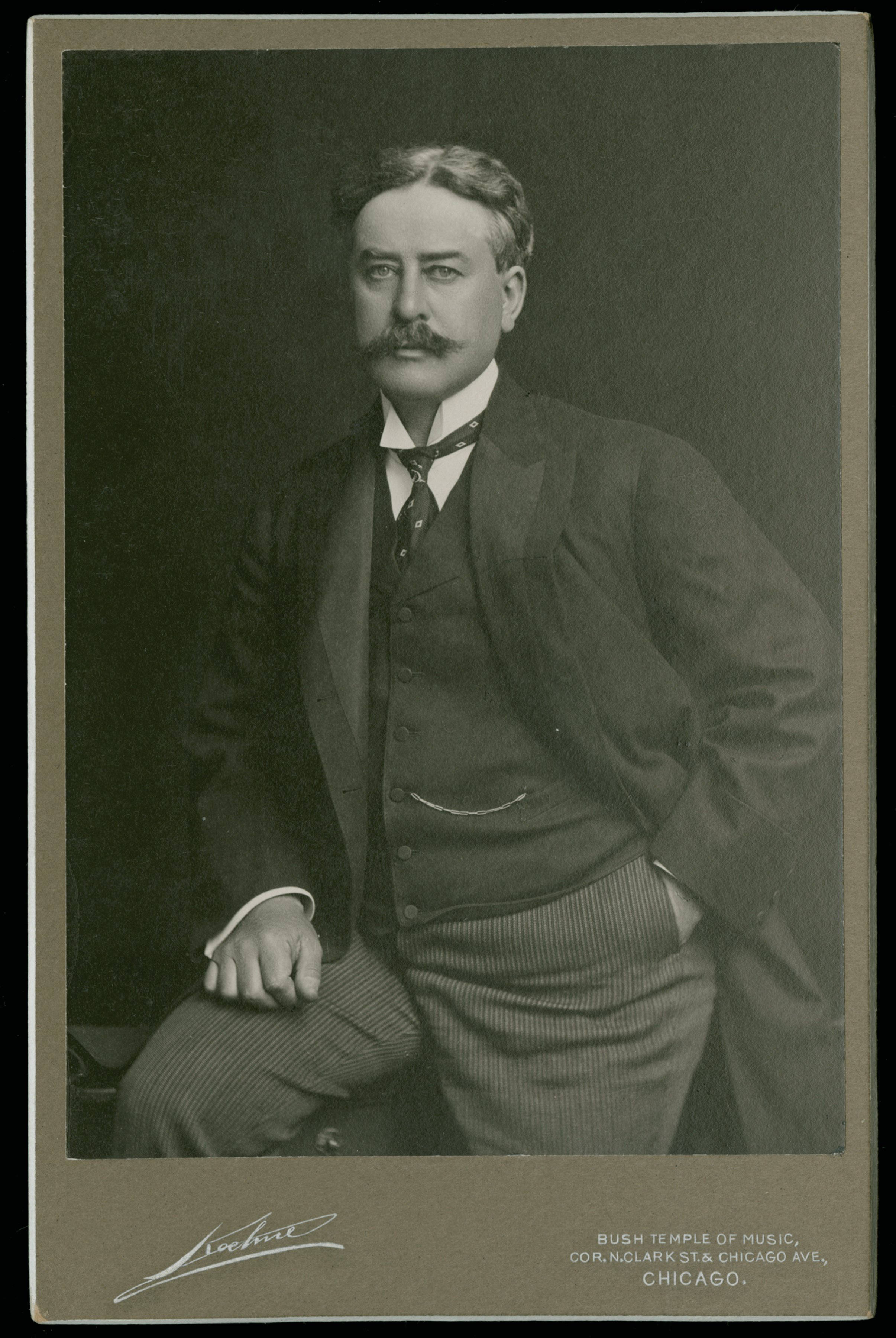
Carter Harrison, Jr. en 1905.

Au moment de l'incendie du Théâtre Iroquois, Harrison participe à une partie de chasse dans l'Oklahoma. À la réception d'un télégramme de son secrétaire, Ernest McGaffey, le maire prend le premier train pour Chicago, arrivant le lendemain de l'incendie, le 31 décembre 1903. Les articles de journaux sur ses propos et ses actions pour la semaine suivante démontrent sa capacité à s'adapter. Son attitude défensive initiale est remplacée par la recherche des faits et l'action. Cependant, une couverture médiatique internationale prolongée est dommageable pour l'administration de Harrison, blâmant le laxisme des autorités municipales pour les 602 vies perdues dans l'incendie le 30 décembre 1903 (un des incendies les plus meurtriers de l'histoire des États-Unis).
En 1904, Harrison espère devenir le candidat démocrate à la présidence des États-Unis. Cependant, la nomination va à Alton Parker, qui est battu largement par Theodore Roosevelt. À la fin de son premier mandat de maire, Harrison crée la Chicago Vice Commission et travaille pour fermer le quartier rouge de Levee, en commençant par le bordel de Everleigh Club le 24 octobre 1911. Harrison refuse de briguer un cinquième mandat consécutif à la mairie en 1905 et est remplacé par son compatriote démocrate Edward Dunne le 10 avril 1905.
En 1907, Harrison tente d'organiser un retour au pouvoir en défiant sans succès Dunne pour la nomination démocrate à la mairie.

#### Second mandat (1911-1915)
En 1911, Harrison est élu pour un mandat de quatre ans en tant que maire de Chicago. Il prête serment pour son cinquième mandat non consécutif en tant que maire le 17 avril 1911.
En 1914, Harrison a convaincu le conseil municipal de Chicago de créer une commission pour l'encouragement de l'art local afin d'acheter des œuvres d'art d'artistes de Chicago. Harrison achète personnellement des œuvres d'art de peintres tels que William Victor Higgins et Walter Ufer.

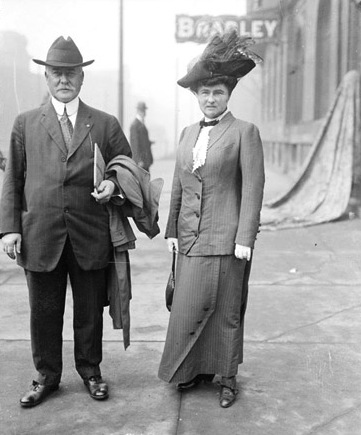
Harrison et sa femme Edith Ogden (Chicago, 1913).

Harrison se présente pour un sixième mandat de maire en 1915, mais est battu à la primaire démocrate par Robert Sweitzer, qui perd ensuite les élections générales face au républicain William Hale Thompson. Harrison est remplacé par Thompson le 26 avril 1915.
En 1915, lorsque Harrison quitte ses fonctions, Chicago a quasiment atteint sa taille moderne en termes de superficie et compte environ 2 400 000 habitants, ce qui en fait une des villes les plus importantes du monde. Lui et son père ont été collectivement maires de la ville pendant 21 des 36 années précédentes.
Bien que la famille Daley (Richard J. Daley et Richard M. Daley) soit aujourd'hui connue pour sa domination de la scène politique de Chicago, on peut en dire autant de la famille Harrison à la fin du XIXe siècle et au début du XXe siècle. Carter H. Harrison Jr. et senior ont été élus pour cinq mandats représentant 10 des 17 élections à la mairie de 1879 jusqu'au déclenchement de la Première Guerre mondiale. Carter Harrison, Jr. respectait beaucoup son père et lui ressemblait en apparence et en politique.

## Vie privée
De 1933 à 1944, Harrison est percepteur de l'Internal Revenue Service pour le district de Chicago, après avoir été nommé à ce poste par le président Franklin D. Roosevelt le 28 juillet 1933. Harrison est par la suite président d'une commission qui défend les arts locaux. Son épouse, Edith Ogden Harrison, est une auteure bien connue de livres pour enfants et de contes de fées dans les deux premières décennies du XXe siècle. Harrison publie deux autobiographies. L'un d'eux, un mémoire intitulé Growing Up with Chicago, est publié en 1944.

## Fin de vie
Carter Harrison, Jr. est décédé le 25 décembre 1953 dans son appartement de Chicago à l'âge de 93 ans. À l'instar de son père Carter Harrison, Sr., il est enterré au cimetière de Graceland à Chicago.

## Sources
- C. H. Harrison Rites Are Set for Tomorrow. Chicago Daily Tribune, December 27, 1953, p. 25.
- Carter H. Harrison is Dead. Chicago Daily Tribune, December 26, 1953, p. 1.
- Grossman, James R., Ann Durkin Keating and Janice L. Reiff, editors. Encyclopedia of Chicago. University of Chicago Press, 2004.